# Koninklijke Lierse Sportkring
Il K. Lierse S.K. (nome completo Koninklijke Lierse Sportkring), chiamato comunemente Lierse, è stata una società calcistica belga che risiede nella città di Lier.
Fondato nel 1906, nella sua storia ha vinto quattro campionati belgi, più due Coppe e due Supercoppe nazionali. A livello europeo ha disputato la fase a gruppi della Champions League 1997-1998, classificandosi quarta nel girone. Il 9 maggio 2018, si scioglie a causa di un fallimento.

## Storia
Il Lierse viene fondato il 6 marzo 1906; viene registrato alla Federcalcio belga il 6 agosto dello stesso anno, ottenendo la matricola numero 30.
Il club parte dal livello più basso dal campionato belga, e inizia una lenta scalata che lo porta a giocare per la prima volta in massima divisione nella stagione 1927-1928. Dopo qualche anno di risultati altalenanti il Lierse, in cui militano giocatori come Bernard Voorhoof e Bernard Delmez, vince il suo primo titolo nella stagione 1931-1932. La squadra negli anni trenta finisce quasi sempre nelle prime posizioni di classifica, e questo buon periodo culmina con la conquista del secondo titolo, conseguito nella stagione 1941-1942. Nell'immediato dopoguerra il Lierse vive invece un periodo non felice, retrocedendo al termine della stagione 1947-1948.
Rimasto in seconda divisione per cinque anni, il Lierse torna a disputare il massimo campionato nella stagione 1953-1954; nella seconda metà degli anni cinquanta due giocatori della squadra, Alfons Van Brandt e Lucien Olieslagers vengono eletti calciatore belga dell'anno, e il Lierse conquista il terzo titolo nella stagione 1959-1960. Nella stagione successiva i belgi prendono parte alla Coppa dei Campioni, facendo così la prima esperienza nelle competizioni europee, che tuttavia non è molto fortunata: dal sorteggio i giallo-neri si trovano infatti ad affrontare il Barcellona, squadra che sarà finalista, e vengono eliminati perdendo entrambi gli incontri.
Il Lierse conquista la prima Coppa del Belgio nella stagione 1968-1969, e nella stagione successiva partecipa quindi alla Coppa delle Coppe: qui il club giunge facilmente agli ottavi, dove affronta il Manchester City che poi vincerà la Coppa, e viene sconfitto in entrambe le gare. Due anni dopo, complice il quarto posto nella stagione 1970-1971, il Lierse partecipa alla Coppa UEFA 1971-1972: la compagine belga elimina squadre come il Leeds United e il PSV prima di essere a sua volta eliminata dal Milan nei quarti; a fine stagione il club si unisce ai rivali del KV Lyra.
Il Lierse gioca nuovamente la finale della Coppa nazionale nella stagione 1975-1976, quando in rosa ci sono anche Frans Janssens, Jan Ceulemans e Hans Posthumus, ma viene sconfitto 4-0 dall'Anderlecht. Il club partecipa comunque alla Coppa delle Coppe 1976-1977 insieme all'Anderlecht, in quanto i bianco-malva vi accedono da campioni in carica; il cammino si arresta tuttavia al primo turno. Un anno dopo la squadra conquista una nuova partecipazione alla Coppa UEFA, ma ancora una volta la squadra non riesce a superare il primo turno.
Successivamente si assiste ad un periodo in cui il Lierse non riesce a lottare per le posizioni di vertice del campionato; questo nonostante la presenza di Erwin Vandenbergh, tre volte capocannoniere in campionato, Scarpa d'oro 1980 e calciatore belga dell'anno nel 1981. Dopo una serie di stagioni chiuse in calando, il club retrocede al termine del campionato 1985-1986, rimanendo in seconda divisione per tre anni. In seguito arrivano anche Nico Van Kerckhoven, Kjetil Rekdal e Karel Snoeckx e la squadra, complice il quinto posto nella stagione 1994-1995, torna in Europa, disputando nuovamente la Coppa UEFA dopo diciassette anni.
Il Lierse conquista il quarto titolo nella stagione 1996-1997 con in campo anche Eric Van Meir e in panchina Eric Gerets, che però lascia subito dopo; anche la stagione successiva inizia positivamente con la conquista della prima Supercoppa nazionale. In seguito la squadra partecipa alla Champions League, dove sconfigge nel secondo turno preliminare l'Anorthōsis, e accede così alla fase a gruppi della manifestazione. Qui però i belgi si classificano ultimi in un girone comprendente anche Monaco, Bayer Leverkusen e Sporting Lisbona, riuscendo a conquistare un solo punto nella sfida casalinga con i portoghesi. Nelle stagioni successive il Lierse conquista la seconda Coppa nazionale nella stagione 1998-1999, sconfiggendo 3-1 lo Standard Liegi in finale, e la seconda Supercoppa nazionale la stagione successiva; in questo periodo si contano anche due partecipazioni alla Coppa UEFA, ma sempre terminate al primo turno.
Il Lierse conclude il campionato 2002-2003 in quinta posizione, ma negli anni successivi finisce sempre nella parte bassa della classifica; dopo essersi salvato nella stagione 2005-2006 il club retrocede al termine della stagione successiva. La squadra ingaggia giocatori come Tomasz Radzinski, e riesce a vincere il campionato di seconda divisione nella stagione 2009-2010, ritornando così in massima serie. Vengono subito ingaggiati giocatori come Eiji Kawashima e Wesley Sonck per affrontare il campionato, tuttavia il Lierse si trova spesso invischiato nella lotta per non retrocedere.

## Allenatori
- 1920-1930  Paul Grumeau
- 1930-1936  Gyula Turnhauer
- 1936-1939  György Mály
- 1939-1944  Médard De Preter
- 1945-1946  Karel Kiebooms
- 1946-1948  William George Berry
- 1948  Karel Kiebooms
- 1949-1953  Hubert D'Hollander
- 1953-1955  Aleksandar Tarkany
- 1955-1961  Hubert D'Hollander
- 1961  René De Vos
- 1962  Martinus De Graaf
- 1962-1963  Henri Meert
- 1963-1970  Gustaaf Van den Bergh
- 1970  Keith Spurgeon
- 1971  Robert Willems
- 1971  Frans de Munck
- 1972  Auguste Baeten
- 1972  János Bédl
- 1973  Robert Willems
- 1974  Auguste Baeten
- 1974-1975  Hans Croon
- 1975-1977  János Bédl
- 1977-1978  Gustaaf Van den Bergh
- 1979  Auguste Baeten
- 1979-1981  Ernst Künnecke
- 1981-1982  János Bédl
- 1982  Hans Croon
- 1983-1984  Auguste Baeten
- 1984-1986  Johan Boskamp
- 1987  Marcel Vets
- 1987  Walter Meeuws
- 1988-1989  Dimitrije Davidović
- 1989-1990  Barry Hulshoff
- 1991-1994  Herman Helleputte
- 1994-1997  Eric Gerets
- 1997-1998  Jos Daerden
- 1998  Frank Braeckmans
- 1998-2001  Walter Meeuws
- 2001-2002  Regi Van Acker
- 2002-2004  Emilio Ferrera
- 2004-2005  Paul Put
- 2006  René Trost
- 2007  Kjetil Rekdal
- 2007-2010  Herman Helleputte
- 2010  Aimé Antheunis
- 2010  Eric Van Meir
- 2011  Trond Sollied
- 2011-2012  Chris Janssens
- 2012-2013  Hany Ramzy
- 2013-2014  Stanley Menzo
- 2014-  Slaviša Stojanovič

## Calciatori
- Capocannonieri del campionato belga
- 1976  Hans Posthumus
- 1980  Erwin Vandenbergh
- 1981  Erwin Vandenbergh
- 1982  Erwin Vandenbergh
- Scarpa d'oro
- 1980  Erwin Vandenbergh

- Calciatore belga dell'anno
- 1955  Alfons Van Brandt
- 1959  Lucien Olieslagers
- 1981  Erwin Vandenbergh

### Vincitori di titoli
Calciatori campioni d'Asia
- Eiji Kawashima (Qatar 2011)

## Palmarès

### Competizioni nazionali
- Campionato belga: 4

1931-1932, 1941-1942, 1959-1960, 1996-1997
- Campionati belgi di seconda divisione: 2

1926-1927, 2009-2010
- Coppa del Belgio: 2

1968-1969, 1998-1999
- Supercoppa del Belgio: 2

1997, 1999

### Competizioni internazionali
- Coppa Intertoto: 1

1967

### Altri piazzamenti
- Campionato belga:

Secondo posto: 1934-1935, 1938-1939
Terzo posto: 1942-1943, 1968-1969
- Coppa del Belgio:

Finalista: 1975-1976
Semifinalista: 1972-1973, 1980-1981, 1999-2000, 2008-2009, 2011-2012
- Coppa di Lega belga:

Semifinalista: 1997-1998, 1999-2000
- Tweede klasse:

Secondo posto: 1987-1988
- Coppa Intertoto UEFA:

Semifinalista: 1996
- UEFA Fair Play ranking: 1

1999-2000
- Coppa dei Vincitori:

Semifinalista: 1935

## Organico

### Rosa 2016-2017
Aggiornata al 25 febbraio 2017
| N. |                    | Ruolo | Calciatore                 |
| -- | ------------------ | ----- | -------------------------- |
| 2  | Belgio (bandiera)  | D     | Jonas Vinck                |
| 3  | Belgio (bandiera)  | D     | Ibrahim El Ansri           |
| 4  | Belgio (bandiera)  | D     | Frédéric Frans             |
| 5  | Burundi (bandiera) | D     | David Habarugira           |
| 8  | Belgio (bandiera)  | C     | Ayyoub Allach              |
| 9  | Belgio (bandiera)  | A     | Dylan De Belder            |
| 10 | Belgio (bandiera)  | C     | Anas Tahiri                |
| 11 | Belgio (bandiera)  | C     | Benson Manuel              |
| 12 | Belgio (bandiera)  | C     | Faysel Kasmi               |
| 13 | Belgio (bandiera)  | D     | Ludovic Buysens (capitano) |
| 14 | Ghana (bandiera)   | D     | Issahaku Yakubu            |
| 16 | Belgio (bandiera)  | D     | Joeri Poelmans             |
| 17 | Belgio (bandiera)  | D     | Koen Weuts                 |

| N. |                        | Ruolo | Calciatore           |
| -- | ---------------------- | ----- | -------------------- |
| 18 | Belgio (bandiera)      | C     | Thomas Wils          |
| 19 | Grecia (bandiera)      | D     | Kyriakos Mazoulouxis |
| 20 | Ghana (bandiera)       | C     | Charles Ankomah      |
| 21 | Belgio (bandiera)      | C     | Sabir Bougrine       |
| 22 | Lussemburgo (bandiera) | A     | Aurélien Joachim     |
| 23 | Belgio (bandiera)      | P     | Jari De Busser       |
| 24 | Mali (bandiera)        | A     | Boubacar Diarra      |
| 27 | Belgio (bandiera)      | A     | Charles Kwateng      |
| 30 | Belgio (bandiera)      | P     | Nathan Goris         |
| 31 | Belgio (bandiera)      | P     | Mike Vanhamel        |
| 77 | Egitto (bandiera)      | A     | Mohamed Elgabas      |
|    | Egitto (bandiera)      | D     | Karim Hafez          |

### Rosa 2015-2016
Aggiornata al 25 febbraio 2016
| N. |                    | Ruolo | Calciatore                 |
| -- | ------------------ | ----- | -------------------------- |
| 2  | Ghana (bandiera)   | D     | Emmanuel Kofi Nyarko       |
| 3  | Marocco (bandiera) | D     | Ibrahim El Ansri           |
| 4  | Francia (bandiera) | D     | Alassane Diaby             |
| 5  | Burundi (bandiera) | D     | David Habarugira           |
| 6  | Francia (bandiera) | C     | Brahim Sabaouni            |
| 7  | Belgio (bandiera)  | C     | Manuel Benson              |
| 8  | Marocco (bandiera) | C     | Ayyoub Allach              |
| 10 | Belgio (bandiera)  | C     | Anas Tahiri                |
| 12 | Egitto (bandiera)  | C     | Zizo                       |
| 13 | Belgio (bandiera)  | D     | Ludovic Buysens (capitano) |
| 14 | Ghana (bandiera)   | D     | Issahaku Yakubu            |
| 15 | Belgio (bandiera)  | C     | Mouad Tauil                |
| 16 | Belgio (bandiera)  | D     | Joeri Poelmans             |
| 17 | Belgio (bandiera)  | D     | Koen Weuts                 |
| 18 | Marocco (bandiera) | C     | Ilias Chair                |

| N. |                           | Ruolo | Calciatore               |
| -- | ------------------------- | ----- | ------------------------ |
| 19 | Costa d'Avorio (bandiera) | C     | Souleymane Baba Diomandé |
| 20 | Ghana (bandiera)          | C     | Charles Ankomah          |
| 21 | Belgio (bandiera)         | C     | Sabir Bougrine           |
| 23 | Slovenia (bandiera)       | A     | Etien Velikonja          |
| 24 | Egitto (bandiera)         | A     | Ahmed Abdel-Aal          |
| 25 | Belgio (bandiera)         | A     | Josias Roulez            |
| 26 | Belgio (bandiera)         | P     | Jorn Brondeel            |
| 27 | Egitto (bandiera)         | C     | Ahmed Hassan             |
| 28 | Ghana (bandiera)          | C     | Richard Antwi Manu       |
| 30 | Belgio (bandiera)         | P     | Nathan Goris             |
| 31 | Zambia (bandiera)         | A     | Ronald Kampamba          |
| 33 | Belgio (bandiera)         | A     | Illies Bruylandts        |
| 39 | Belgio (bandiera)         | C     | Brice Ntambwe            |
|    | Ghana (bandiera)          | C     | Bernard Amponsah         |

### Rosa 2014-2015
Aggiornata al 9 aprile 2015
| N. |                               | Ruolo | Calciatore               |
| -- | ----------------------------- | ----- | ------------------------ |
| 2  | Mali (bandiera)               | D     | Hamary Traore            |
| 3  | Marocco (bandiera)            | D     | Ahmed El Messaoudi       |
| 6  | Spagna (bandiera)             | D     | Joan Capdevila           |
| 8  | Belgio (bandiera)             | C     | Manuel Benson            |
| 9  | Belgio (bandiera)             | C     | Faysel Kasmi             |
| 11 | Guinea (bandiera)             | A     | Alhassane Keita          |
| 12 | Belgio (bandiera)             | P     | Nathan Goris             |
| 14 | Egitto (bandiera)             | C     | Zizo                     |
| 15 | Algeria (bandiera)            | D     | Ramy Bensebaini          |
| 16 | Belgio (bandiera)             | D     | Joeri Poelmans           |
| 17 | Egitto (bandiera)             | A     | Ahmed Hassan             |
| 18 | Belgio (bandiera)             | C     | Thomas Wils              |
| 19 | Macedonia del Nord (bandiera) | D     | Daniel Mojsov (capitano) |

| N. |                           | Ruolo | Calciatore          |
| -- | ------------------------- | ----- | ------------------- |
| 20 | Belgio (bandiera)         | C     | Anas Tahiri         |
| 23 | Slovenia (bandiera)       | A     | Etien Velikonja     |
| 24 | Belgio (bandiera)         | D     | Ludovic Buysens     |
| 26 | Belgio (bandiera)         | P     | Jorn Brondeel       |
| 27 | Belgio (bandiera)         | A     | Wanderson           |
| 29 | Nigeria (bandiera)        | A     | Uche Nwofor         |
| 30 | Costa d'Avorio (bandiera) | C     | Souleymane Diomandé |
| 33 | Egitto (bandiera)         | D     | Karim Hafez         |
| 39 | Belgio (bandiera)         | C     | Brice Ntambwe       |
| 40 | Kenya (bandiera)          | A     | Ayub Masika         |
| 55 | Belgio (bandiera)         | D     | Pierre-Yves Ngawa   |
| 58 | Portogallo (bandiera)     | C     | Manuel Curto        |
| 99 | Serbia (bandiera)         | P     | Boban Bajkovic      |

### Rose delle stagioni precedenti
- 2011-2012